# Liste des monuments historiques du Tarn
Cet article recense les monuments historiques du département du Tarn, en France, à l'exception des :
- Monuments historiques de la commune d'Albi ; voir la liste des monuments historiques d'Albi
- Monuments historiques de la commune de Cordes-sur-Ciel ; voir la liste des monuments historiques de Cordes-sur-Ciel

## Statistiques
Au 30 juillet 2025, le Tarn compte 307 édifices comportant au moins une protection au titre des monuments historiques, dont 93 sont classés et 222 sont inscrits. Le total des monuments classés et inscrits est supérieur au nombre total de monuments protégés car plusieurs d'entre eux sont à la fois classés et inscrits.
Trois édifices sont répartis sur plusieurs communes :
- l'église Notre-Dame-de-la-Drèche, sur Albi, Cagnac-les-Mines et Lescure-d'Albigeois ;
- le pont des Ânes, sur Les Cabannes et Vindrac-Alayrac ;
- le viaduc du Viaur, sur Tanus et Tauriac-de-Naucelle (dans l'Aveyron).

- Haut – A
- B
- C
- D
- E
- F
- G
- H
- I
- J
- K
- L
- M
- N
- O
- P
- Q
- R
- S
- T
- U
- V
- W
- X
- Y
- Z

## Liste
| Monument                                                                | Commune                 | Adresse                                                         | Coordonnées                                             | Notice                                                  | Protection                                              | Date                                                    | Illustration                                                           |
| ----------------------------------------------------------------------- | ----------------------- | --------------------------------------------------------------- | ------------------------------------------------------- | ------------------------------------------------------- | ------------------------------------------------------- | ------------------------------------------------------- | ---------------------------------------------------------------------- |
| Château d'Aguts                                                         | Aguts                   |                                                                 | 43° 31′ 46″ nord, 1° 55′ 25″ est                        | « PA00095663 »                                          | Inscrit                                                 | 1987 2014                                               | Château d'Aguts                                                        |
| Église Notre-Dame d'Alban                                               | Alban                   | Place de l'Église                                               | 43° 53′ 16″ nord, 2° 27′ 44″ est                        | « PA81000012 »                                          | Inscrit                                                 | 2001                                                    | Image manquante Téléverser                                             |
|                                                                         | Albi                    | Voir liste des monuments historiques d'Albi                     | Voir liste des monuments historiques d'Albi             | Voir liste des monuments historiques d'Albi             | Voir liste des monuments historiques d'Albi             | Voir liste des monuments historiques d'Albi             | Voir liste des monuments historiques d'Albi                            |
| Croix d'Ambialet                                                        | Ambialet                | 8 place du Docteur Pierre-Walter Ancien cimetière               | 43° 56′ 41″ nord, 2° 22′ 40″ est                        | « PA00095484 »                                          | Inscrit                                                 | 1971                                                    | Croix d'Ambialet                                                       |
| Prieuré d'Ambialet                                                      | Ambialet                |                                                                 | 43° 56′ 59″ nord, 2° 22′ 51″ est                        | « PA00095485 »                                          | Classé                                                  | 1886                                                    | Prieuré d'Ambialet                                                     |
| Pigeonnier de Montplaisir                                               | Ambres                  | Le Grès (Commune d'Ambres), Route de Sainte-Cécile, Montplaisir | 43° 43′ 14″ nord, 1° 51′ 00″ est                        | « PA81000041 »                                          | Inscrit                                                 | 2010                                                    | Pigeonnier de Montplaisir                                              |
| Château de Campan                                                       | Anglès                  |                                                                 | 43° 28′ 37″ nord, 2° 36′ 38″ est                        | « PA00095486 »                                          | Inscrit                                                 | 1961                                                    | Château de Campan                                                      |
| Portail Bas                                                             | Anglès                  |                                                                 | 43° 33′ 48″ nord, 2° 33′ 33″ est                        | « PA00095487 »                                          | Inscrit                                                 | 1927                                                    | Portail Bas                                                            |
| Chaussée de Coudières                                                   | Arfons                  |                                                                 | 43° 23′ 42″ nord, 2° 13′ 19″ est                        | « PA81000005 »                                          | Inscrit                                                 | 1998                                                    | Image manquante Téléverser                                             |
| Prise d'Alzeau                                                          | Lacombe                 |                                                                 | 43° 23′ 46″ nord, 2° 13′ 36″ est                        | « PA81000006 »                                          | Inscrit                                                 | 1998                                                    | Prise d'Alzeau                                                         |
| Château de Thoré                                                        | Aussillon               | Chemin de Thoré                                                 | 43° 30′ 49″ nord, 2° 22′ 21″ est                        | « PA81000029 »                                          | Inscrit                                                 | 2007                                                    | Image manquante Téléverser                                             |
| Église du Sacré-Cœur de Bonnecousse                                     | Aussillon               | 23 rue des Écoles                                               | 43° 30′ 02″ nord, 2° 21′ 57″ est                        | « PA81000013 »                                          | Inscrit                                                 | 2001                                                    | Image manquante Téléverser                                             |
| Église Saint-Étienne de Belcastel                                       | Belcastel               | Centre-Ville, sur la D35                                        | 43° 38′ 57″ nord, 1° 45′ 19″ est                        | « PA00095488 »                                          | Inscrit                                                 | 2004                                                    | Église Saint-Étienne de Belcastel                                      |
| Croix de Bournazel                                                      | Bournazel               | Place du village                                                | 44° 05′ 33″ nord, 1° 58′ 08″ est                        | « PA00095489 »                                          | Classé                                                  | 1959                                                    | Croix de Bournazel                                                     |
| Pont vieux sur l'Agout                                                  | Brassac                 |                                                                 | 43° 37′ 44″ nord, 2° 29′ 51″ est                        | « PA00095490 »                                          | Classé                                                  | 1990                                                    | Pont vieux sur l'Agout                                                 |
| Prieuré de Burlats                                                      | Burlats                 |                                                                 | 43° 38′ 10″ nord, 2° 19′ 04″ est                        | « PA00095491 »                                          | Classé Inscrit                                          | 1981                                                    | Prieuré de Burlats                                                     |
| Tour de la Vistoure                                                     | Burlats                 |                                                                 | 43° 38′ 15″ nord, 2° 19′ 08″ est                        | « PA00095492 »                                          | Inscrit                                                 | 1927                                                    | Tour de la Vistoure                                                    |
| Croix des Cabannes                                                      | Les Cabannes            | Place de l'Église                                               | 44° 04′ 03″ nord, 1° 56′ 10″ est                        | « PA00095493 »                                          | Inscrit                                                 | 1975                                                    | Croix des Cabannes                                                     |
| Église Saint-Antoine des Cabannes                                       | Les Cabannes            |                                                                 | 44° 04′ 03″ nord, 1° 56′ 09″ est                        | « PA00095494 »                                          | Inscrit                                                 | 1974                                                    | Église Saint-Antoine des Cabannes                                      |
| Pont des Ânes                                                           | Les Cabannes            |                                                                 | 44° 04′ 19″ nord, 1° 55′ 24″ est                        | « PA81000026 »                                          | Inscrit                                                 | 2006                                                    | Pont des Ânes                                                          |
| Tour des Cabannes                                                       | Les Cabannes            |                                                                 | 44° 04′ 04″ nord, 1° 56′ 11″ est                        | « PA00095495 »                                          | Inscrit                                                 | 1974                                                    | Tour des Cabannes                                                      |
| Église Notre-Dame-de-l'Assomption de Cadalen                            | Cadalen                 |                                                                 | 43° 51′ 00″ nord, 1° 58′ 51″ est                        | « PA00095496 »                                          | Inscrit                                                 | 1927                                                    | Église Notre-Dame-de-l'Assomption de Cadalen                           |
| Église Saint-Jean-Baptiste de Gabriac                                   | Cadalen                 |                                                                 | 43° 50′ 45″ nord, 2° 00′ 25″ est                        | « PA00095497 »                                          | Inscrit                                                 | 1927                                                    | Église Saint-Jean-Baptiste de Gabriac                                  |
| Église Notre-Dame-de-la-Drèche                                          | Cagnac-les-Mines        |                                                                 | 43° 58′ 10″ nord, 2° 09′ 15″ est                        | « PA00135475 »                                          | Classé                                                  | 1995                                                    | Église Notre-Dame-de-la-Drèche                                         |
| Église Saint-Dalmazy de Cagnac-les-Mines                                | Cagnac-les-Mines        |                                                                 | 43° 58′ 57″ nord, 2° 07′ 37″ est                        | « PA00095498 »                                          | Inscrit                                                 | 1970                                                    | Image manquante Téléverser                                             |
| Puits de Campgrand (Musée de la mine)                                   | Cagnac-les-Mines        | Campgrand                                                       | 43° 59′ 32″ nord, 2° 08′ 01″ est                        | « PA00125611 »                                          | Inscrit                                                 | 1993                                                    | Puits de Campgrand (Musée de la mine)                                  |
| Dolmen des Teulières                                                    | Cahuzac-sur-Vère        |                                                                 | 43° 58′ 32″ nord, 1° 51′ 35″ est                        | « PA00125612 »                                          | Inscrit                                                 | 1993                                                    | Image manquante Téléverser                                             |
| Château de la Serre                                                     | Cambounet-sur-le-Sor    |                                                                 | 43° 34′ 23″ nord, 2° 06′ 13″ est                        | « PA81000021 »                                          | Inscrit                                                 | 2003                                                    | Château de la Serre                                                    |
| Percée des Cammazes                                                     | Les Cammazes            |                                                                 | 43° 24′ 35″ nord, 2° 04′ 50″ est                        | « PA81000003 »                                          | Inscrit                                                 | 1997                                                    | Percée des Cammazes                                                    |
| Centrale électrique de la mine de charbon de Carmaux                    | Carmaux                 | Chemin du Pré-Grand 24 rue Bouloc-Torcatis                      | 44° 03′ 08″ nord, 2° 08′ 43″ est                        | « PA00095664 »                                          | Inscrit                                                 | 1990                                                    | Centrale électrique de la mine de charbon de Carmaux                   |
| Clinique Sainte-Barbe                                                   | Carmaux                 | 24 rue Bouloc-Torcatis                                          | 44° 03′ 11″ nord, 2° 09′ 21″ est                        | « PA00095665 »                                          | Inscrit                                                 | 1990                                                    | Clinique Sainte-Barbe                                                  |
| Monument aux morts de Carmaux                                           | Carmaux                 | Parc Jean Jaurès                                                | 44° 02′ 53″ nord, 2° 09′ 48″ est                        | « PA81000058 »                                          | Inscrit                                                 | 18 octobre 2018                                         | Monument aux morts de Carmaux                                          |
| Château de Castelnau-de-Lévis                                           | Castelnau-de-Lévis      |                                                                 | 43° 56′ 23″ nord, 2° 05′ 01″ est                        | « PA00095499 »                                          | Classé                                                  | 1909                                                    | Château de Castelnau-de-Lévis                                          |
| Église Saint-Barthélemy de Castelnau-de-Lévis                           | Castelnau-de-Lévis      |                                                                 | 43° 56′ 20″ nord, 2° 04′ 59″ est                        | « PA00095500 »                                          | Inscrit                                                 | 1927                                                    | Église Saint-Barthélemy de Castelnau-de-Lévis                          |
| Pigeonnier des Garrabets                                                | Castelnau-de-Lévis      |                                                                 | 43° 56′ 11″ nord, 2° 05′ 16″ est                        | « PA81000042 »                                          | Inscrit                                                 | 2010                                                    | Image manquante Téléverser                                             |
| Château de Meyragues                                                    | Castelnau-de-Montmiral  |                                                                 | 43° 58′ 36″ nord, 1° 51′ 00″ est                        | « PA00095501 »                                          | Inscrit                                                 | 1961                                                    | Château de Meyragues                                                   |
| Maison, place Publique de Castelnau-de-Montmiral                        | Castelnau-de-Montmiral  | Place Publique                                                  | 43° 57′ 57″ nord, 1° 49′ 13″ est                        | « PA00095502 »                                          | Inscrit                                                 | 1927                                                    | Maison, place Publique de Castelnau-de-Montmiral                       |
| Porte de ville                                                          | Castelnau-de-Montmiral  |                                                                 | 43° 57′ 55″ nord, 1° 49′ 15″ est                        | « PA00095503 »                                          | Inscrit                                                 | 1927                                                    | Porte de ville                                                         |
| Cathédrale Saint-Benoît de Castres                                      | Castres                 | 2 rue de l'Hôtel de ville                                       | 43° 36′ 15″ nord, 2° 14′ 30″ est                        | « PA00095507 »                                          | Classé                                                  | 1953                                                    | Cathédrale Saint-Benoît de Castres                                     |
| Chartreuse de Saïx                                                      | Castres                 | Rue Albert Calmettes                                            | 43° 35′ 29″ nord, 2° 11′ 00″ est                        | « PA00095504 »                                          | Inscrit                                                 | 1978                                                    | Chartreuse de Saïx                                                     |
| Domaine de la Fédial                                                    | Castres                 | La lauretié haute                                               | 43° 36′ 07″ nord, 2° 11′ 10″ est                        | « PA00095505 »                                          | Inscrit                                                 | 1964                                                    | Domaine de la Fédial                                                   |
| Château d'Hauterive                                                     | Castres                 | Hauterive                                                       | 43° 33′ 39″ nord, 2° 15′ 36″ est                        | « PA81000039 »                                          | Inscrit                                                 | 2010                                                    | Château d'Hauterive                                                    |
| Église Notre-Dame-de-la-Platé de Castres                                | Castres                 | 32 rue Victor Hugo                                              | 43° 36′ 17″ nord, 2° 14′ 21″ est                        | « PA00095506 »                                          | Classé                                                  | 1987                                                    | Église Notre-Dame-de-la-Platé de Castres                               |
| Église Saint-Jacques-de-Villegoudou de Castres église, maison attenante | Castres                 | Rue Francisco Ferrer                                            | 43° 36′ 21″ nord, 2° 14′ 38″ est                        | « PA00095508 »                                          | Inscrit                                                 | 1955                                                    | Église Saint-Jacques-de-Villegoudou de Castreséglise, maison attenante |
| Hôtel Frascaty                                                          | Castres                 | 12 rue amiral Galiber                                           | 43° 36′ 13″ nord, 2° 14′ 15″ est                        | « PA00095509 »                                          | Inscrit                                                 | 1948                                                    | Image manquante Téléverser                                             |
| Hôtel de Nayrac                                                         | Castres                 | 12 rue Frédéric Thomas                                          | 43° 36′ 24″ nord, 2° 14′ 25″ est                        | « PA00095510 »                                          | Classé                                                  | 1937                                                    | Hôtel de Nayrac                                                        |
| Hôtel Poncet                                                            | Castres                 | Rue Gabriel Guy                                                 | 43° 36′ 15″ nord, 2° 14′ 24″ est                        | « PA00095511 »                                          | Inscrit                                                 | 1928                                                    | Hôtel Poncet                                                           |
| Hôtel de Viviès                                                         | Castres                 | 35 rue de la Chambre-de-l'Édit                                  | 43° 36′ 16″ nord, 2° 14′ 18″ est                        | « PA00095512 »                                          | Classé                                                  | 1937                                                    | Hôtel de Viviès                                                        |
| Hôtel Leroy                                                             | Castres                 | Rue de la Chambre-de-l'Édit 38 rue Victor-Hugo                  | 43° 36′ 15″ nord, 2° 14′ 20″ est                        | « PA00095513 »                                          | Inscrit                                                 | 1936                                                    | Hôtel Leroy                                                            |
| Hôtel du comte de Saint-Maur                                            | Castres                 | 42 rue Villegoudou                                              | 43° 36′ 16″ nord, 2° 14′ 40″ est                        | « PA00095514 »                                          | Inscrit                                                 | 1960                                                    | Hôtel du comte de Saint-Maur                                           |
| Jardin de l'Évêché de Castres                                           | Castres                 | Place Alsace Lorraine                                           | 43° 36′ 10″ nord, 2° 14′ 30″ est                        | « PA00095670 »                                          | Classé                                                  | 1995                                                    | Jardin de l'Évêché de Castres                                          |
| Maison                                                                  | Castres                 | 1 rue des Boursiers                                             | 43° 36′ 27″ nord, 2° 14′ 22″ est                        | « PA00095516 »                                          | Inscrit                                                 | 1960                                                    | Maison                                                                 |
| Maison Defos                                                            | Castres                 | 31 rue de l'Hôtel-de-Ville                                      | 43° 36′ 18″ nord, 2° 14′ 23″ est                        | « PA00095517 »                                          | Inscrit                                                 | 1960                                                    | Maison Defos                                                           |
| Maison Lardaillé                                                        | Castres                 | 2 boulevard Maréchal-Lyautey                                    | 43° 36′ 19″ nord, 2° 15′ 19″ est                        | « PA00095518 »                                          | Inscrit                                                 | 1972                                                    | Maison Lardaillé                                                       |
| Maison natale de Jean Jaurès                                            | Castres                 | 5 rue Sœur-Richard                                              | 43° 36′ 20″ nord, 2° 14′ 48″ est                        | « PA00095515 »                                          | Inscrit                                                 | 1984                                                    | Maison natale de Jean Jaurès                                           |
| Palais épiscopal de Castres                                             | Castres                 | Hôtel de ville                                                  | 43° 36′ 13″ nord, 2° 14′ 30″ est                        | « PA00095519 »                                          | Inscrit Classé                                          | 1927 1987                                               | Palais épiscopal de Castres                                            |
| Théâtre municipal de Castres                                            | Castres                 | Place de la République                                          | 43° 36′ 12″ nord, 2° 14′ 28″ est                        | « PA81000010 »                                          | Inscrit Classé                                          | 2000                                                    | Théâtre municipal de Castres                                           |
| Tour des Cordeliers                                                     | Castres                 | 18 boulevard Georges-Clemenceau                                 | 43° 36′ 28″ nord, 2° 14′ 20″ est                        | « PA00095520 »                                          | Inscrit                                                 | 1973                                                    | Tour des Cordeliers                                                    |
| Église Notre-Dame-de-l'Annonciation de Roumanou                         | Cestayrols              |                                                                 | 43° 59′ 40″ nord, 1° 58′ 02″ est                        | « PA00095523 »                                          | Classé                                                  | 1988                                                    | Église Notre-Dame-de-l'Annonciation de Roumanou                        |
| Église Saint-Amans de Lincargue                                         | Cestayrols              |                                                                 | 43° 58′ 09″ nord, 1° 59′ 49″ est                        | « PA00095522 »                                          | Inscrit                                                 | 1927                                                    | Église Saint-Amans de Lincargue                                        |
| Église Saint-Michel de Cestayrols                                       | Cestayrols              |                                                                 | 43° 58′ 50″ nord, 1° 59′ 07″ est                        | « PA00095521 »                                          | Inscrit                                                 | 1927                                                    | Église Saint-Michel de Cestayrols                                      |
|                                                                         | Cordes-sur-Ciel         | Voir liste des monuments historiques de Cordes-sur-Ciel         | Voir liste des monuments historiques de Cordes-sur-Ciel | Voir liste des monuments historiques de Cordes-sur-Ciel | Voir liste des monuments historiques de Cordes-sur-Ciel | Voir liste des monuments historiques de Cordes-sur-Ciel | Voir liste des monuments historiques de Cordes-sur-Ciel                |
| Église Saint-Jean-Baptiste des Farguettes                               | Crespinet               |                                                                 | 43° 56′ 51″ nord, 2° 18′ 33″ est                        | « PA00095550 »                                          | Inscrit                                                 | 1978                                                    | Église Saint-Jean-Baptiste des Farguettes                              |
| Maison forte des Farguettes                                             | Crespinet               |                                                                 | 43° 56′ 50″ nord, 2° 18′ 26″ est                        | « PA81000027 »                                          | Inscrit                                                 | 2006                                                    | Image manquante Téléverser                                             |
| Pigeonnier de la Brunié                                                 | Damiatte                |                                                                 | 43° 41′ 33″ nord, 1° 59′ 47″ est                        | « PA00095551 »                                          | Classé                                                  | 1990                                                    | Image manquante Téléverser                                             |
| Église Notre-Dame de Dénat                                              | Dénat                   |                                                                 | 43° 50′ 48″ nord, 2° 12′ 20″ est                        | « PA00095552 »                                          | Inscrit                                                 | 1927                                                    | Église Notre-Dame de Dénat                                             |
| Castrum du Castlar                                                      | Durfort                 |                                                                 | 43° 26′ 20″ nord, 2° 04′ 26″ est                        | « PA81000001 »                                          | Inscrit                                                 | 1996                                                    | Image manquante Téléverser                                             |
| Granges cartusiennes de Font bruno                                      | Escoussens              |                                                                 | 43° 27′ 36″ nord, 2° 14′ 40″ est                        | « PA00095553 »                                          | Inscrit                                                 | 1988                                                    | Image manquante Téléverser                                             |
| Château de Ferrières                                                    | Fontrieu                |                                                                 | 43° 39′ 27″ nord, 2° 26′ 39″ est                        | « PA00095554 »                                          | Inscrit Classé                                          | 1925 1988                                               | Château de Ferrières                                                   |
| Chemin de croix de la rotonde d'Oulias                                  | Fontrieu                |                                                                 | 43° 39′ 15″ nord, 2° 31′ 57″ est                        | « PA81000015 »                                          | Inscrit                                                 | 2001                                                    | Image manquante Téléverser                                             |
| La Pierre Plantée                                                       | Fontrieu                | Peyre Plantade                                                  | 43° 41′ 07″ nord, 2° 28′ 54″ est                        | « PA81000047 »                                          | Inscrit                                                 | 2015                                                    | Image manquante Téléverser                                             |
| Rotonde d'Oulias                                                        | Fontrieu                |                                                                 | 43° 39′ 15″ nord, 2° 31′ 59″ est                        | « PA81000014 »                                          | Inscrit                                                 | 2001                                                    | Rotonde d'Oulias                                                       |
| Temple protestant de Baffignac                                          | Fontrieu                | Baffignac                                                       | 43° 39′ 41″ nord, 2° 27′ 06″ est                        | « PA81000048 »                                          | Inscrit                                                 | 2015                                                    | Temple protestant de Baffignac                                         |
| Croix de Fraissines                                                     | Fraissines              |                                                                 | 43° 57′ 56″ nord, 2° 30′ 56″ est                        | « PA00095555 »                                          | Classé                                                  | 1953                                                    | Image manquante Téléverser                                             |
| Abbaye Saint-Michel de Gaillac                                          | Gaillac                 |                                                                 | 43° 53′ 50″ nord, 1° 53′ 45″ est                        | « PA00132878 »                                          | Inscrit                                                 | 1994                                                    | Abbaye Saint-Michel de Gaillac                                         |
| Château d'Hutaud                                                        | Gaillac                 |                                                                 | 43° 53′ 42″ nord, 1° 53′ 53″ est                        | « PA00095556 »                                          | Classé                                                  | 1935 1945                                               | Château d'Hutaud                                                       |
| Église Saint-Michel de Gaillac                                          | Gaillac                 |                                                                 | 43° 53′ 50″ nord, 1° 53′ 46″ est                        | « PA00095557 »                                          | Classé                                                  | 1840                                                    | Église Saint-Michel de Gaillac                                         |
| Église Saint-Pierre de Gaillac                                          | Gaillac                 |                                                                 | 43° 53′ 58″ nord, 1° 53′ 51″ est                        | « PA00095558 »                                          | Classé                                                  | 1985                                                    | Église Saint-Pierre de Gaillac                                         |
| Fontaine de Griffoul                                                    | Gaillac                 | Place Thiers                                                    | 43° 53′ 55″ nord, 1° 53′ 48″ est                        | « PA00095559 »                                          | Classé                                                  | 1942                                                    | Fontaine de Griffoul                                                   |
| Maison de la Courtade                                                   | Gaillac                 | 13 rue de la Courtade Rue d'Anguille                            | 43° 53′ 55″ nord, 1° 53′ 43″ est                        | « PA00095560 »                                          | Inscrit                                                 | 1971                                                    | Maison de la Courtade                                                  |
| Maison Yversen                                                          | Gaillac                 | 17 rue des Pénitents blancs                                     | 43° 53′ 53″ nord, 1° 53′ 47″ est                        | « PA00095562 »                                          | Inscrit                                                 | 1927                                                    | Maison Yversen                                                         |
| Maison Pierre de Biens                                                  | Gaillac                 |                                                                 | 43° 53′ 58″ nord, 1° 53′ 49″ est                        | « PA00095561 »                                          | Classé                                                  | 1921                                                    | Maison Pierre de Biens                                                 |
| Prison de Gaillac                                                       | Gaillac                 | 2 place Jean Moulin                                             | 43° 54′ 05″ nord, 1° 54′ 07″ est                        | « PA00095563 »                                          | Inscrit                                                 | 1927                                                    | Prison de Gaillac                                                      |
| Tour de Palmata                                                         | Gaillac                 |                                                                 | 43° 53′ 53″ nord, 1° 53′ 48″ est                        | « PA00095564 »                                          | Inscrit                                                 | 1927                                                    | Tour de Palmata                                                        |
| Château                                                                 | Garrevaques             |                                                                 | 43° 29′ 50″ nord, 1° 58′ 05″ est                        | « PA81000054 »                                          | Inscrit                                                 | 2016                                                    | Château                                                                |
| Église Saint-Salvy de Giroussens                                        | Giroussens              |                                                                 | 43° 45′ 50″ nord, 1° 46′ 25″ est                        | « PA00095565 »                                          | Inscrit                                                 | 1970                                                    | Église Saint-Salvy de Giroussens                                       |
| Château de Lézignac                                                     | Graulhet                |                                                                 | 43° 46′ 13″ nord, 1° 58′ 01″ est                        | « PA00095566 »                                          | Inscrit                                                 | 1977                                                    | Château de Lézignac                                                    |
| Hostellerie du Lyon d'Or                                                | Graulhet                | 12 place André-Brun                                             | 43° 45′ 45″ nord, 1° 59′ 19″ est                        | « PA81000016 »                                          | Inscrit                                                 | 2001                                                    | Hostellerie du Lyon d'Or                                               |
| Vieux pont sur le Dadou                                                 | Graulhet                |                                                                 | 43° 45′ 46″ nord, 1° 59′ 25″ est                        | « PA00095567 »                                          | Classé                                                  | 1937                                                    | Vieux pont sur le Dadou                                                |
| Château-Haut                                                            | Guitalens-L'Albarède    |                                                                 | 43° 38′ 32″ nord, 2° 02′ 36″ est                        | « PA00095669 »                                          | Inscrit                                                 | 1991                                                    | Image manquante Téléverser                                             |
| Château de Jouqueviel                                                   | Jouqueviel              |                                                                 | 44° 11′ 32″ nord, 2° 08′ 51″ est                        | « PA00095568 »                                          | Inscrit                                                 | 1927                                                    | Château de Jouqueviel                                                  |
| Église des Infournats                                                   | Jouqueviel              |                                                                 | 44° 11′ 34″ nord, 2° 06′ 29″ est                        | « PA00095569 »                                          | Inscrit                                                 | 1978                                                    | Église des Infournats                                                  |
| Église Saint-Blaise de Labastide-de-Lévis                               | Labastide-de-Lévis      |                                                                 | 43° 55′ 36″ nord, 2° 00′ 33″ est                        | « PA00095570 »                                          | Inscrit                                                 | 1950                                                    | Église Saint-Blaise de Labastide-de-Lévis                              |
| Pigeonnier du Pradinas                                                  | Labastide-de-Lévis      |                                                                 | 43° 55′ 22″ nord, 2° 01′ 08″ est                        | « PA00095671 »                                          | Classé                                                  | 1992                                                    | Pigeonnier du Pradinas                                                 |
| Dolmen du Plo de Laganthe                                               | Labastide-Rouairoux     | Plo des Trois Pierres                                           | 43° 29′ 49″ nord, 2° 39′ 07″ est                        | « PA00095571 »                                          | Classé                                                  | 1889                                                    | Dolmen du Plo de Laganthe                                              |
| Château du Travet                                                       | Labastide-Saint-Georges | Rue du Château du Travet                                        | 43° 41′ 52″ nord, 1° 49′ 27″ est                        | « PA00095572 »                                          | Inscrit                                                 | 1952                                                    | Château du Travet                                                      |
| Château de Serres                                                       | Labessière-Candeil      |                                                                 | 43° 48′ 28″ nord, 2° 00′ 11″ est                        | « PA00095573 »                                          | Classé Inscrit                                          | 1980                                                    | Image manquante Téléverser                                             |
| Château de Labruguière                                                  | Labruguière             |                                                                 | 43° 32′ 26″ nord, 2° 15′ 49″ est                        | « PA00095574 »                                          | Inscrit                                                 | 1927                                                    | Château de Labruguière                                                 |
| Église Saint-Thyrs de Labruguière                                       | Labruguière             |                                                                 | 43° 32′ 24″ nord, 2° 15′ 50″ est                        | « PA00095575 »                                          | Inscrit                                                 | 1927                                                    | Église Saint-Thyrs de Labruguière                                      |
| Halle de Labruguière                                                    | Labruguière             | Rue Jean-Jaurès Rue des Lombards                                | 43° 32′ 21″ nord, 2° 15′ 47″ est                        | « PA00095576 »                                          | Classé                                                  | 1977                                                    | Halle de Labruguière                                                   |
| Château de Calmels                                                      | Lacaune                 |                                                                 | 43° 42′ 41″ nord, 2° 41′ 41″ est                        | « PA00095577 »                                          | Inscrit                                                 | 1927                                                    | Château de Calmels                                                     |
| Filature Ramond                                                         | Lacaune                 | 18 rue Rhin et Danube                                           | 43° 42′ 16″ nord, 2° 41′ 34″ est                        | « PA00132683 »                                          | Inscrit                                                 | 1994                                                    | Filature Ramond                                                        |
| Fontaine des Pisseurs                                                   | Lacaune                 | Place du Griffoul                                               | 43° 42′ 23″ nord, 2° 41′ 23″ est                        | « PA00095578 »                                          | Classé                                                  | 1913                                                    | Fontaine des Pisseurs                                                  |
| Peyro-Lebado                                                            | Lacaune                 | D622                                                            | 43° 42′ 44″ nord, 2° 43′ 35″ est                        | « PA00095579 »                                          | Classé                                                  | 1883                                                    | Peyro-Lebado                                                           |
| Tour-silo de Calmels                                                    | Lacaune                 | Rue de la Côte-de-Calmels                                       | 43° 42′ 38″ nord, 2° 41′ 43″ est                        | « PA81000030 »                                          | Inscrit                                                 | 2007                                                    | Tour-silo de Calmels                                                   |
| Château de Lacaze                                                       | Lacaze                  |                                                                 | 43° 44′ 14″ nord, 2° 31′ 13″ est                        | « PA00095580 »                                          | Inscrit                                                 | 1927                                                    | Château de Lacaze                                                      |
| Fontaine de Lacaze                                                      | Lacaze                  |                                                                 | 43° 44′ 14″ nord, 2° 31′ 13″ est                        | « PA00095581 »                                          | Inscrit                                                 | 1927                                                    | Fontaine de Lacaze                                                     |
| Site archéologique de Sainte-Sigolène                                   | Lagrave                 |                                                                 | 43° 54′ 11″ nord, 1° 59′ 15″ est                        | « PA00095673 »                                          | Classé                                                  | 1994                                                    | Site archéologique de Sainte-Sigolène                                  |
| Maison familiale du colonel Du Pin                                      | Lasgraïsses             | Place du Colonel-Du-Pin                                         | 43° 49′ 12″ nord, 2° 02′ 23″ est                        | « PA81000033 »                                          | Inscrit                                                 | 2008                                                    | Image manquante Téléverser                                             |
| Château de Malvignol                                                    | Lautrec                 |                                                                 | 43° 42′ 47″ nord, 2° 06′ 23″ est                        | « PA00095582 »                                          | Inscrit                                                 | 1988                                                    | Image manquante Téléverser                                             |
| Croix de cimetière de Graissac                                          | Lautrec                 |                                                                 | 43° 44′ 05″ nord, 2° 08′ 24″ est                        | « PA00095583 »                                          | Inscrit                                                 | 1942                                                    | Croix de cimetière de Graissac                                         |
| Église Saint-Rémy de Lautrec                                            | Lautrec                 |                                                                 | 43° 42′ 20″ nord, 2° 08′ 20″ est                        | « PA00135477 »                                          | Classé                                                  | 1999                                                    | Église Saint-Rémy de Lautrec                                           |
| Château de Mirabel-Laval                                                | Lavaur                  |                                                                 | 43° 40′ 48″ nord, 1° 46′ 57″ est                        | « PA00095666 »                                          | Inscrit                                                 | 1990                                                    | Image manquante Téléverser                                             |
| Château de Reyniès                                                      | Lavaur                  |                                                                 | 43° 41′ 08″ nord, 1° 50′ 09″ est                        | « PA00125613 »                                          | Inscrit                                                 | 1993                                                    | Image manquante Téléverser                                             |
| Église Saint-Alain de Lavaur                                            | Lavaur                  |                                                                 | 43° 41′ 58″ nord, 1° 49′ 17″ est                        | « PA00095584 »                                          | Classé                                                  | 1911                                                    | Église Saint-Alain de Lavaur                                           |
| Église Saint-François de Lavaur                                         | Lavaur                  |                                                                 | 43° 41′ 56″ nord, 1° 49′ 02″ est                        | « PA00095585 »                                          | Classé                                                  | 1996                                                    | Église Saint-François de Lavaur                                        |
| Maison Pradier                                                          | Lavaur                  | Rue Négolasé                                                    | 43° 41′ 35″ nord, 1° 48′ 50″ est                        | « PA81000045 »                                          | Inscrit                                                 | 2014                                                    | Image manquante Téléverser                                             |
| Pont de Lavaur                                                          | Lavaur                  | R.D. 47                                                         | 43° 42′ 05″ nord, 1° 49′ 25″ est                        | « PA00095586 »                                          | Inscrit                                                 | 1960                                                    | Pont de Lavaur                                                         |
| Tour des Rondes                                                         | Lavaur                  | Place du Vieux Marché                                           | 43° 41′ 51″ nord, 1° 49′ 04″ est                        | « PA00095587 »                                          | Inscrit                                                 | 1971                                                    | Tour des Rondes                                                        |
| Château de Padiés                                                       | Lempaut                 |                                                                 | 43° 32′ 08″ nord, 2° 02′ 43″ est                        | « PA00095588 »                                          | Inscrit                                                 | 1928                                                    | Château de Padiés                                                      |
| Château du Gua                                                          | Lescout                 |                                                                 | 43° 32′ 10″ nord, 2° 06′ 04″ est                        | « PA00095589 »                                          | Inscrit                                                 | 1978                                                    | Château du Gua                                                         |
| Église Notre-Dame-de-la-Drèche                                          | Lescure-d'Albigeois     |                                                                 | 43° 58′ 10″ nord, 2° 09′ 15″ est                        | « PA00135476 »                                          | Classé                                                  | 1995                                                    | Église Notre-Dame-de-la-Drèche                                         |
| Église Saint-Michel de Lescure-d'Albigeois                              | Lescure-d'Albigeois     |                                                                 | 43° 56′ 59″ nord, 2° 10′ 14″ est                        | « PA00095590 »                                          | Classé                                                  | 1883                                                    | Église Saint-Michel de Lescure-d'Albigeois                             |
| Tour de l'Horloge                                                       | Lescure-d'Albigeois     | Place de l'Horloge                                              | 43° 57′ 12″ nord, 2° 10′ 12″ est                        | « PA00095591 »                                          | Classé                                                  | 1911                                                    | Tour de l'Horloge                                                      |
| Château Gineste                                                         | Lisle-sur-Tarn          | Saurs                                                           | 43° 53′ 55″ nord, 1° 50′ 01″ est                        | « PA00095672 »                                          | Inscrit                                                 | 1992                                                    | Château Gineste                                                        |
| Pigeonnier du château de Lastours                                       | Lisle-sur-Tarn          |                                                                 | 43° 52′ 17″ nord, 1° 50′ 47″ est                        | « PA81000049 »                                          | Inscrit                                                 | 2015                                                    | Pigeonnier du château de Lastours                                      |
| Église Notre-Dame-de-la-Jonquière de Lisle-sur-Tarn                     | Lisle-sur-Tarn          |                                                                 | 43° 51′ 07″ nord, 1° 48′ 38″ est                        | « PA00095592 »                                          | Classé                                                  | 1886                                                    | Église Notre-Dame-de-la-Jonquière de Lisle-sur-Tarn                    |
| Fontaine du Griffoul                                                    | Lisle-sur-Tarn          | Place Paul-Saissac                                              | 43° 51′ 10″ nord, 1° 48′ 38″ est                        | « PA81000017 » « PA00095458 »                           | Classé                                                  | 2001                                                    | Fontaine du Griffoul                                                   |
| Hôtel de Boisset-Glassac actuelle mairie                                | Lisle-sur-Tarn          | Place Paul Saissac                                              | 43° 51′ 09″ nord, 1° 48′ 39″ est                        | « PA00095593 »                                          | Inscrit Classé                                          | 1988 1994                                               | Hôtel de Boisset-Glassacactuelle mairie                                |
| Maison                                                                  | Lisle-sur-Tarn          | Place de la Mairie (coin sud) Rue de l'Église Rue du Port       | 43° 51′ 08″ nord, 1° 48′ 37″ est                        | « PA00095594 »                                          | Inscrit                                                 | 1937                                                    | Maison                                                                 |
| Église Saint-Denis de Loubers                                           | Loubers                 |                                                                 | 44° 02′ 36″ nord, 1° 53′ 41″ est                        | « PA00095595 »                                          | Inscrit                                                 | 1978                                                    | Église Saint-Denis de Loubers                                          |
| Château de Magrin                                                       | Magrin                  |                                                                 | 43° 37′ 13″ nord, 1° 55′ 38″ est                        | « PA00095596 »                                          | Classé Inscrit                                          | 1979                                                    | Château de Magrin                                                      |
| Église Saint-Salvy de Magrin                                            | Magrin                  |                                                                 | 43° 36′ 44″ nord, 1° 55′ 36″ est                        | « PA00095597 »                                          | Inscrit                                                 | 1929                                                    | Image manquante Téléverser                                             |
| Château de Mailhoc                                                      | Mailhoc                 |                                                                 | 44° 00′ 30″ nord, 2° 03′ 55″ est                        | « PA00095598 »                                          | Inscrit                                                 | 1927                                                    | Château de Mailhoc                                                     |
| Église Saint-Éloi de Mailhoc                                            | Mailhoc                 |                                                                 | 44° 00′ 17″ nord, 2° 04′ 13″ est                        | « PA00095599 »                                          | Inscrit                                                 | 1927                                                    | Église Saint-Éloi de Mailhoc                                           |
| Église de Saint-Jean-le-Froid                                           | Mailhoc                 |                                                                 | 44° 00′ 24″ nord, 2° 05′ 46″ est                        | « PA00095600 »                                          | Inscrit                                                 | 1928                                                    | Église de Saint-Jean-le-Froid                                          |
| Moulin drapier de Marssac-sur-Tarn                                      | Marssac-sur-Tarn        | Le Moulin                                                       | à géolocaliser                                          | « PA00095601 »                                          | Inscrit                                                 | 1927                                                    | Moulin drapier de Marssac-sur-Tarn                                     |
| Château de Massuguiès                                                   | Le Masnau-Massuguiès    |                                                                 | 43° 48′ 00″ nord, 2° 32′ 33″ est                        | « PA00135478 »                                          | Classé                                                  | 1995                                                    | Image manquante Téléverser                                             |
| Château de Massaguel                                                    | Massaguel               |                                                                 | 43° 29′ 35″ nord, 2° 09′ 38″ est                        | « PA00095602 »                                          | Inscrit                                                 | 1972                                                    | Château de Massaguel                                                   |
| Château de Scopont                                                      | Maurens-Scopont         |                                                                 | 43° 35′ 05″ nord, 1° 48′ 19″ est                        | « PA00095603 »                                          | Inscrit Classé                                          | 1992 1995                                               | Image manquante Téléverser                                             |
| Jamme de la Goutine                                                     | Mazamet                 | 3 rue de la Libération                                          | 43° 29′ 48″ nord, 2° 22′ 25″ est                        | « PA00095676 »                                          | Inscrit                                                 | 1992 1993                                               | Jamme de la Goutine                                                    |
| Temple protestant dit Temple neuf ou Temple de la Sagne                 | Mazamet                 | 5bis rue de la République                                       | 43° 29′ 24″ nord, 2° 22′ 21″ est                        | « PA81000050 »                                          | Inscrit                                                 | 2015                                                    | Temple protestant dit Temple neuf ou Temple de la Sagne                |
| Château de Mézens                                                       | Mézens                  |                                                                 | 43° 47′ 15″ nord, 1° 40′ 17″ est                        | « PA81000025 »                                          | Inscrit                                                 | 2005                                                    | Château de Mézens                                                      |
| Château de Saint-Hippolyte                                              | Monestiés               |                                                                 | 44° 03′ 36″ nord, 2° 04′ 13″ est                        | « PA81000009 »                                          | Inscrit                                                 | 1999                                                    | Château de Saint-Hippolyte                                             |
| Croix de Salvetat                                                       | Monestiés               | La Croix Grosse C.D. 80 Chemin rural de la Salvetat au Truel    | 44° 07′ 05″ nord, 2° 05′ 57″ est                        | « PA00095607 »                                          | Classé                                                  | 1981                                                    | Croix de Salvetat                                                      |
| Église Saint-Hippolyte de Monestiés                                     | Monestiés               |                                                                 | 44° 03′ 37″ nord, 2° 04′ 14″ est                        | « PA00095605 »                                          | Inscrit                                                 | 1927                                                    | Église Saint-Hippolyte de Monestiés                                    |
| Église Saint-Pierre de Monestiés                                        | Monestiés               |                                                                 | 44° 04′ 15″ nord, 2° 05′ 46″ est                        | « PA00095604 »                                          | Classé Inscrit                                          | 1979                                                    | Église Saint-Pierre de Monestiés                                       |
| Maison Lagrasse                                                         | Monestiés               |                                                                 | 44° 04′ 15″ nord, 2° 05′ 44″ est                        | « PA00095606 »                                          | Inscrit                                                 | 1971                                                    | Maison Lagrasse                                                        |
| Château de Montgey                                                      | Montgey                 |                                                                 | 43° 30′ 45″ nord, 1° 55′ 57″ est                        | « PA00095608 »                                          | Inscrit                                                 | 1975                                                    | Château de Montgey                                                     |
| Église Saint-Barthélemy de Montgey                                      | Montgey                 |                                                                 | 43° 30′ 43″ nord, 1° 56′ 01″ est                        | « PA00095609 »                                          | Inscrit                                                 | 1979                                                    | Église Saint-Barthélemy de Montgey                                     |
| Église Saint-Jacques de Montirat                                        | Montirat                |                                                                 | 44° 09′ 32″ nord, 2° 06′ 11″ est                        | « PA00095674 »                                          | Inscrit                                                 | 1992                                                    | Église Saint-Jacques de Montirat                                       |
| Église Saint-Thomas-de-Cantorbéry de Lagarde-Viaur                      | Montirat                |                                                                 | 44° 10′ 45″ nord, 2° 03′ 36″ est                        | « PA81000034 »                                          | Inscrit                                                 | 2008                                                    | Église Saint-Thomas-de-Cantorbéry de Lagarde-Viaur                     |
| Château de Castelfranc                                                  | Montredon-Labessonnié   |                                                                 | 43° 43′ 32″ nord, 2° 17′ 32″ est                        | « PA00125614 »                                          | Inscrit                                                 | 1993                                                    | Château de Castelfranc                                                 |
| Église Saint-Michel de Mouzieys-Panens                                  | Mouzieys-Panens         |                                                                 | 44° 05′ 25″ nord, 1° 55′ 58″ est                        | « PA00095610 »                                          | Classé                                                  | 1979                                                    | Église Saint-Michel de Mouzieys-Panens                                 |
| Château de Montespieu                                                   | Navès                   |                                                                 | 43° 33′ 18″ nord, 2° 13′ 20″ est                        | « PA00095675 »                                          | Inscrit                                                 | 1992                                                    | Château de Montespieu                                                  |
| Tour de Navès                                                           | Navès                   | Latour                                                          | 43° 33′ 27″ nord, 2° 13′ 41″ est                        | « PA00135479 »                                          | Inscrit                                                 | 1995                                                    | Tour de Navès                                                          |
| Église Notre-Dame de Noailhac                                           | Noailhac                |                                                                 | 43° 34′ 20″ nord, 2° 21′ 08″ est                        | « PA00095611 »                                          | Inscrit                                                 | 1972                                                    | Église Notre-Dame de Noailhac                                          |
| Église Saint-Pierre-et-Saint-Paul de Noailles                           | Noailles                |                                                                 | 44° 00′ 33″ nord, 1° 59′ 00″ est                        | « PA00095612 »                                          | Inscrit                                                 | 1970                                                    | Église Saint-Pierre-et-Saint-Paul de Noailles                          |
| Château de Lastouzeilles                                                | Palleville              |                                                                 | 43° 30′ 20″ nord, 1° 59′ 12″ est                        | « PA81000008 »                                          | Inscrit                                                 | 1999                                                    | Château de Lastouzeilles                                               |
| Château de Thuriès                                                      | Pampelonne              |                                                                 | 44° 07′ 29″ nord, 2° 15′ 22″ est                        | « PA00095613 »                                          | Inscrit                                                 | 1927                                                    | Château de Thuriès                                                     |
| Château de Paulin                                                       | Paulinet                |                                                                 | 43° 51′ 09″ nord, 2° 24′ 23″ est                        | « PA00095614 »                                          | Inscrit                                                 | 1986                                                    | Image manquante Téléverser                                             |
| Château de Penne                                                        | Penne                   |                                                                 | 44° 04′ 42″ nord, 1° 43′ 38″ est                        | « PA00095615 »                                          | Classé                                                  | 1902                                                    | Château de Penne                                                       |
| Église Sainte-Catherine de Penne                                        | Penne                   |                                                                 | 44° 04′ 38″ nord, 1° 43′ 46″ est                        | « PA00095616 »                                          | Inscrit                                                 | 1954                                                    | Église Sainte-Catherine de Penne                                       |
| Grotte de la Magdeleine                                                 | Penne                   |                                                                 | 44° 04′ 26″ nord, 1° 42′ 01″ est                        | « PA00095617 »                                          | Classé                                                  | 1953                                                    | Image manquante Téléverser                                             |
| Église Saint-Pierre de Peyregoux                                        | Peyregoux               |                                                                 | 43° 42′ 03″ nord, 2° 12′ 11″ est                        | « PA81000037 »                                          | Inscrit                                                 | 2008                                                    | Église Saint-Pierre de Peyregoux                                       |
| Chapelle Saint-Julien-le-Vieux de Puycelsi                              | Puycelsi                |                                                                 | 43° 57′ 16″ nord, 1° 40′ 49″ est                        | « PA81000018 »                                          | Inscrit                                                 | 2002                                                    | Image manquante Téléverser                                             |
| Église Saint-Corneille de Puycelsi                                      | Puycelsi                | Place de l'Église                                               | 43° 59′ 35″ nord, 1° 42′ 37″ est                        | « PA81000056 »                                          | Inscrit                                                 | 15 janvier 2018                                         | Église Saint-Corneille de Puycelsi                                     |
| Pont de Laval                                                           | Puycelsi                | Voie communale n°4                                              | 43° 59′ 08″ nord, 1° 42′ 34″ est                        | « PA00095668 »                                          | Inscrit                                                 | 1991                                                    | Pont de Laval                                                          |
| Porte de l'Irissou                                                      | Puycelsi                |                                                                 | 43° 59′ 36″ nord, 1° 42′ 41″ est                        | « PA00095618 »                                          | Inscrit                                                 | 1950                                                    | Porte de l'Irissou                                                     |
| Remparts de Puycelsi                                                    | Puycelsi                |                                                                 | 43° 59′ 32″ nord, 1° 42′ 40″ est                        | « PA00095619 »                                          | Inscrit                                                 | 1927                                                    | Remparts de Puycelsi                                                   |
| Porte Renaissance de l'Académie                                         | Puylaurens              | rue Foulinou                                                    | 43° 34′ 24″ nord, 2° 00′ 42″ est                        | « PA81000052 »                                          | Inscrit                                                 | 2015                                                    | Porte Renaissance de l'Académie                                        |
| Oppidum de Cordouls                                                     | Puylaurens              |                                                                 | 43° 36′ 59″ nord, 2° 05′ 30″ est                        | « PA81000038 »                                          | Inscrit                                                 | 2009                                                    | Image manquante Téléverser                                             |
| Temple protestant                                                       | Puylaurens              | rue Foulinou                                                    | 43° 34′ 24″ nord, 2° 00′ 42″ est                        | « PA81000051 »                                          | Inscrit                                                 | 2015                                                    | Image manquante Téléverser                                             |
| Château de Saint-Géry                                                   | Rabastens               |                                                                 | 43° 50′ 17″ nord, 1° 46′ 06″ est                        | « PA00095620 »                                          | Inscrit                                                 | 1970                                                    | Château de Saint-Géry                                                  |
| Église Notre-Dame-du-Bourg de Rabastens                                 | Rabastens               |                                                                 | 43° 49′ 16″ nord, 1° 43′ 29″ est                        | « PA00095621 »                                          | Classé                                                  | 1899                                                    | Église Notre-Dame-du-Bourg de Rabastens                                |
| Église des Pénitents blancs de Rabastens                                | Rabastens               |                                                                 | 43° 49′ 22″ nord, 1° 43′ 33″ est                        | « PA00095622 »                                          | Inscrit                                                 | 1960                                                    | Église des Pénitents blancs de Rabastens                               |
| Hôtel de La Fite                                                        | Rabastens               |                                                                 | 43° 49′ 14″ nord, 1° 43′ 28″ est                        | « PA00095667 »                                          | Inscrit                                                 | 1989                                                    | Hôtel de La Fite                                                       |
| Hôtel de Rolland                                                        | Rabastens               |                                                                 | 43° 49′ 14″ nord, 1° 43′ 26″ est                        | « PA81000031 »                                          | Inscrit                                                 | 2007                                                    | Hôtel de Rolland                                                       |
| Hôtel de ville de Rabastens                                             | Rabastens               |                                                                 | 43° 49′ 16″ nord, 1° 43′ 27″ est                        | « PA00095623 »                                          | Inscrit                                                 | 1927                                                    | Hôtel de ville de Rabastens                                            |
| Maison                                                                  | Rabastens               | Place Mont-del-Pa à l'angle de la rue Mont-del-Pa               | 43° 49′ 15″ nord, 1° 43′ 28″ est                        | « PA00095624 »                                          | Inscrit                                                 | 1960                                                    | Maison                                                                 |
| Maison                                                                  | Rabastens               | 2 avenue de Toulouse                                            | 43° 49′ 18″ nord, 1° 43′ 14″ est                        | « PA00095625 »                                          | Inscrit                                                 | 1970                                                    | Image manquante Téléverser                                             |
| Maison                                                                  | Réalmont                | 15 rue Badou                                                    | 43° 46′ 31″ nord, 2° 11′ 23″ est                        | « PA81000035 »                                          | Inscrit                                                 | 2008                                                    | Image manquante Téléverser                                             |
| Château de Roquevidal                                                   | Roquevidal              |                                                                 | 43° 37′ 29″ nord, 1° 52′ 44″ est                        | « PA00095626 »                                          | Inscrit                                                 | 1943                                                    | Château de Roquevidal                                                  |
| Caserne de gendarmerie de Saint-Amans-Soult                             | Saint-Amans-Soult       | 7 rue du maréchal Soult                                         | 43° 28′ 35″ nord, 2° 29′ 23″ est                        | « PA00095627 »                                          | Classé                                                  | 1921                                                    | Caserne de gendarmerie de Saint-Amans-Soult                            |
| Chapelle funéraire de la famille Soult                                  | Saint-Amans-Soult       |                                                                 | 43° 28′ 34″ nord, 2° 29′ 23″ est                        | « PA00095628 »                                          | Classé                                                  | 1995                                                    | Chapelle funéraire de la famille Soult                                 |
| Château de Soult-Berg                                                   | Saint-Amans-Soult       |                                                                 | 43° 28′ 22″ nord, 2° 29′ 38″ est                        | « PA00095629 »                                          | Inscrit Classé                                          | 1983 1995                                               | Château de Soult-Berg                                                  |
| Église Notre-Dame de Saint-Amans-Soult                                  | Saint-Amans-Soult       |                                                                 | 43° 28′ 34″ nord, 2° 29′ 23″ est                        | « PA00095630 »                                          | Inscrit                                                 | 1927                                                    | Église Notre-Dame de Saint-Amans-Soult                                 |
| Château de Saint-Amans-Valtoret                                         | Saint-Amans-Valtoret    |                                                                 | 43° 28′ 53″ nord, 2° 29′ 24″ est                        | « PA00095631 »                                          | Inscrit                                                 | 1960                                                    | Château de Saint-Amans-Valtoret                                        |
| Château de Montus                                                       | Saint-André             |                                                                 | 43° 55′ 57″ nord, 2° 27′ 44″ est                        | « PA00095632 »                                          | Inscrit                                                 | 1971                                                    | Image manquante Téléverser                                             |
| Église de Saint-André                                                   | Saint-André             |                                                                 | 43° 55′ 58″ nord, 2° 27′ 41″ est                        | « PA00095633 »                                          | Inscrit                                                 | 1971                                                    | Église de Saint-André                                                  |
| Groupe scolaire de Fontgrande                                           | Saint-Benoît-de-Carmaux | Esplanade des Écoles                                            | 44° 02′ 58″ nord, 2° 08′ 04″ est                        | « PA81000055 »                                          | Inscrit                                                 | 2016                                                    | Groupe scolaire de Fontgrande                                          |
| Dolmen de Saint-Paul                                                    | Sainte-Cécile-du-Cayrou | Les Peyres                                                      | 43° 59′ 36″ nord, 1° 49′ 04″ est                        | « PA00095634 »                                          | Classé                                                  | 1889                                                    | Image manquante Téléverser                                             |
| Église Saint-Pierre-de-Monestiers de Saint-Gauzens                      | Saint-Gauzens           |                                                                 | 43° 45′ 07″ nord, 1° 51′ 39″ est                        | « PA00095635 »                                          | Classé                                                  | 1960                                                    | Église Saint-Pierre-de-Monestiers de Saint-Gauzens                     |
| Maison-atelier du peintre Carrade                                       | Saint-Germain-des-Prés  |                                                                 | 43° 34′ 34″ nord, 2° 03′ 35″ est                        | « PA81000022 »                                          | Inscrit                                                 | 2005                                                    | Image manquante Téléverser                                             |
| Pigeonnier du Colombier                                                 | Saint-Germain-des-Prés  |                                                                 | 43° 33′ 42″ nord, 2° 03′ 42″ est                        | « PA81000043 »                                          | Inscrit                                                 | 2011                                                    | Pigeonnier du Colombier                                                |
| Chapelle de Cahuzaguet                                                  | Saint-Grégoire          |                                                                 | 43° 56′ 00″ nord, 2° 15′ 19″ est                        | « PA00095636 »                                          | Inscrit                                                 | 1972                                                    | Chapelle de Cahuzaguet                                                 |
| Centrale hydroélectrique n° 1 du Saut du Tarn                           | Saint-Juéry             | Saut-du-Tarn Avenue Germain-Tequi                               | 43° 57′ 10″ nord, 2° 12′ 48″ est                        | « PA00125615 »                                          | Classé                                                  | 1996                                                    | Centrale hydroélectrique n° 1 du Saut du Tarn                          |
| Tour des Avalats                                                        | Saint-Juéry             | Côte del castel                                                 | 43° 56′ 20″ nord, 2° 14′ 23″ est                        | « PA00095637 »                                          | Inscrit                                                 | 1954                                                    | Tour des Avalats                                                       |
| Métairie ronde de Saint-Lieux-Lafenasse                                 | Saint-Lieux-Lafenasse   | R.D. 63                                                         | 43° 46′ 17″ nord, 2° 13′ 14″ est                        | « PA00125616 »                                          | Classé                                                  | 1995                                                    | Image manquante Téléverser                                             |
| Croix de Saint-Marcel-Campes                                            | Saint-Marcel-Campes     |                                                                 | 44° 04′ 13″ nord, 1° 59′ 00″ est                        | « PA00095638 »                                          | Classé                                                  | 1893                                                    | Croix de Saint-Marcel-Campes                                           |
| Église de la Nativité de Campes                                         | Saint-Marcel-Campes     |                                                                 | 44° 04′ 13″ nord, 1° 59′ 00″ est                        | « PA00095639 »                                          | Inscrit                                                 | 1930                                                    | Église de la Nativité de Campes                                        |
| Église Saint-Michel de Saint-Marcel-Campes                              | Saint-Marcel-Campes     |                                                                 | 44° 04′ 53″ nord, 2° 01′ 20″ est                        | « PA00095640 »                                          | Inscrit                                                 | 1970                                                    | Église Saint-Michel de Saint-Marcel-Campes                             |
| Église Saint-Paul de Saint-Paul-Cap-de-Joux                             | Saint-Paul-Cap-de-Joux  | Place de la Résistance                                          | 43° 38′ 53″ nord, 1° 58′ 31″ est                        | « PA81000036 »                                          | Inscrit                                                 | 2008                                                    | Église Saint-Paul de Saint-Paul-Cap-de-Joux                            |
| Castella de Saint-Sulpice                                               | Saint-Sulpice           |                                                                 | 43° 46′ 32″ nord, 1° 41′ 18″ est                        | « PA00132682 »                                          | Inscrit                                                 | 1994                                                    | Castella de Saint-Sulpice                                              |
| Château de Saint-Urcisse                                                | Saint-Urcisse           |                                                                 | 43° 56′ 25″ nord, 1° 36′ 58″ est                        | « PA81000004 »                                          | Inscrit                                                 | 1998                                                    | Image manquante Téléverser                                             |
| Château de Sendrone                                                     | Saïx                    |                                                                 | 43° 34′ 22″ nord, 2° 09′ 40″ est                        | « PA00095641 »                                          | Inscrit                                                 | 1987                                                    | Château de Sendrone                                                    |
| Église Saint-Sauveur de Salles                                          | Salles                  |                                                                 | 44° 04′ 21″ nord, 2° 02′ 09″ est                        | « PA00095642 »                                          | Inscrit                                                 | 1970                                                    | Église Saint-Sauveur de Salles                                         |
| Château de Salvagnac                                                    | Salvagnac               |                                                                 | 43° 54′ 22″ nord, 1° 41′ 15″ est                        | « PA00095643 »                                          | Inscrit                                                 | 1980                                                    | Château de Salvagnac                                                   |
| Moulin de Saint-Angel                                                   | Salvagnac               | Les Garrous                                                     | 43° 54′ 18″ nord, 1° 38′ 44″ est                        | « PA00095644 »                                          | Inscrit                                                 | 1975                                                    | Moulin de Saint-Angel                                                  |
| Château de Sauveterre                                                   | Sauveterre              |                                                                 | 43° 28′ 27″ nord, 2° 33′ 14″ est                        | « PA81000019 »                                          | Inscrit                                                 | 2002                                                    | Château de Sauveterre                                                  |
| Église Sainte-Croix de Sauveterre                                       | Sauveterre              |                                                                 | 43° 28′ 27″ nord, 2° 33′ 13″ est                        | « PA81000020 »                                          | Inscrit                                                 | 2002                                                    | Image manquante Téléverser                                             |
| Château de Mauriac                                                      | Senouillac              |                                                                 | 43° 57′ 25″ nord, 1° 55′ 53″ est                        | « PA00095645 »                                          | Inscrit                                                 | 1972                                                    | Château de Mauriac                                                     |
| Castrum de Roquefort                                                    | Sorèze                  |                                                                 | 43° 25′ 16″ nord, 2° 05′ 17″ est                        | « PA81000040 »                                          | Inscrit                                                 | 2010                                                    | Image manquante Téléverser                                             |
| École de Sorèze                                                         | Sorèze                  |                                                                 | 43° 27′ 07″ nord, 2° 04′ 06″ est                        | « PA00095646 »                                          | Classé                                                  | 1988                                                    | École de Sorèze                                                        |
| Église Saint-Martin de Sorèze                                           | Sorèze                  |                                                                 | 43° 27′ 08″ nord, 2° 04′ 02″ est                        | « PA00095647 »                                          | Classé                                                  | 1879                                                    | Église Saint-Martin de Sorèze                                          |
| Grotte du Calel                                                         | Sorèze                  | Le Caussé                                                       | 43° 27′ 15″ nord, 2° 04′ 03″ est                        | « PA00095648 »                                          | Classé Inscrit Classé Inscrit                           | 1977 1991 1995 2015 2016                                | Image manquante Téléverser                                             |
| Prise d'eau de Pont-Crouzet                                             | Sorèze                  |                                                                 | 43° 27′ 04″ nord, 2° 02′ 50″ est                        | « PA81000007 »                                          | Inscrit                                                 | 1998                                                    | Prise d'eau de Pont-Crouzet                                            |
| Église Notre-Dame-de-l'Assomption de Souel                              | Souel                   |                                                                 | 44° 01′ 51″ nord, 1° 57′ 18″ est                        | « PA81000002 »                                          | Inscrit                                                 | 1996                                                    | Image manquante Téléverser                                             |
| Église Notre-Dame-de-Lasplanques de Tanus                               | Tanus                   |                                                                 | 44° 07′ 32″ nord, 2° 17′ 04″ est                        | « PA00095649 »                                          | Classé                                                  | 1913                                                    | Église Notre-Dame-de-Lasplanques de Tanus                              |
| Ferme de Lascroux                                                       | Tanus                   |                                                                 | 44° 06′ 29″ nord, 2° 20′ 04″ est                        | « PA81000032 »                                          | Inscrit                                                 | 2007                                                    | Image manquante Téléverser                                             |
| Viaduc du Viaur                                                         | Tanus                   |                                                                 | 44° 07′ 24″ nord, 2° 19′ 52″ est                        | « PA00095650 »                                          | Inscrit                                                 | 1984                                                    | Viaduc du Viaur                                                        |
| Château de Trévien                                                      | Trévien                 |                                                                 | 44° 05′ 39″ nord, 2° 07′ 01″ est                        | « PA00095651 »                                          | Inscrit                                                 | 1980                                                    | Château de Trévien                                                     |
| Enceinte de Vabre                                                       | Vabre                   |                                                                 | 43° 41′ 35″ nord, 2° 25′ 33″ est                        | « PA00132684 »                                          | Inscrit                                                 | 1994                                                    | Enceinte de Vabre                                                      |
| Maisons à pans de bois                                                  | Vabre                   | 6, 8, 10 rue Vieille                                            | 43° 41′ 35″ nord, 2° 25′ 35″ est                        | « PA00125617 »                                          | Inscrit                                                 | 1993                                                    | Maisons à pans de bois                                                 |
| Temple protestant                                                       | Vabre                   | Place de la Ville                                               | 43° 41′ 37″ nord, 2° 25′ 31″ est                        | « PA81000053 »                                          | Inscrit                                                 | 2015                                                    | Temple protestant                                                      |
| Dolmen du Gouty                                                         | Valderiès               | Peyre-Levade                                                    | 44° 00′ 59″ nord, 2° 16′ 07″ est                        | « PA00095652 »                                          | Classé                                                  | 1960                                                    | Dolmen du Gouty                                                        |
| Commanderie de Vaour                                                    | Vaour                   |                                                                 | 44° 04′ 10″ nord, 1° 48′ 10″ est                        | « PA00095653 »                                          | Inscrit                                                 | 1927                                                    | Commanderie de Vaour                                                   |
| Peyrelevade                                                             | Vaour                   | Le Courbal-Haut                                                 | 44° 05′ 23″ nord, 1° 48′ 21″ est                        | « PA00095654 »                                          | Classé                                                  | 1889                                                    | Peyrelevade                                                            |
| Fontaine de Recoules                                                    | Viane                   | Lieu-dit Recoules                                               | 43° 44′ 21″ nord, 2° 34′ 29″ est                        | « PA00095655 »                                          | Inscrit                                                 | 1927                                                    | Fontaine de Recoules                                                   |
| Abbaye Notre-Dame de la Sagne                                           | Vielmur-sur-Agout       |                                                                 | 43° 37′ 10″ nord, 2° 05′ 20″ est                        | « PA00135480 »                                          | Inscrit Classé                                          | 1995 1996                                               | Image manquante Téléverser                                             |
| Les Granges                                                             | Vielmur-sur-Agout       |                                                                 | 43° 37′ 57″ nord, 2° 06′ 59″ est                        | « PA81000063 »                                          | Inscrit                                                 | 2023                                                    | Les Granges                                                            |
| Église Saint-Eugène de Vieux                                            | Vieux                   |                                                                 | 43° 59′ 36″ nord, 1° 52′ 26″ est                        | « PA00095656 »                                          | Classé                                                  | 1906                                                    | Église Saint-Eugène de Vieux                                           |
| Peire Lebade                                                            | Vieux                   | Peire Lebade                                                    | 43° 59′ 21″ nord, 1° 51′ 49″ est                        | « PA00095657 »                                          | Classé                                                  | 1977                                                    | Image manquante Téléverser                                             |
| Croix de chemin des Fargues                                             | Vindrac-Alayrac         | Les Fargues                                                     | 44° 03′ 26″ nord, 1° 55′ 37″ est                        | « PA00095658 »                                          | Classé                                                  | 1905                                                    | Image manquante Téléverser                                             |
| Église Saint-Martin de Vindrac-Alayrac                                  | Vindrac-Alayrac         |                                                                 | 44° 04′ 00″ nord, 1° 54′ 45″ est                        | « PA00095659 »                                          | Classé                                                  | 1927                                                    | Église Saint-Martin de Vindrac-Alayrac                                 |
| Pont des Ânes                                                           | Vindrac-Alayrac         |                                                                 | 44° 04′ 19″ nord, 1° 55′ 24″ est                        | « PA81000028 »                                          | Inscrit                                                 | 2006                                                    | Pont des Ânes                                                          |
| Château de Troupiac                                                     | Viviers-lès-Montagnes   |                                                                 | 43° 31′ 55″ nord, 2° 10′ 27″ est                        | « PA00095661 »                                          | Inscrit                                                 | 1987                                                    | Image manquante Téléverser                                             |
| Château de Viviers-lès-Montagnes                                        | Viviers-lès-Montagnes   |                                                                 | 43° 33′ 15″ nord, 2° 10′ 43″ est                        | « PA00095660 »                                          | Inscrit                                                 | 1981                                                    | Château de Viviers-lès-Montagnes                                       |
| Église Saint-Martin de Viviers-lès-Montagnes                            | Viviers-lès-Montagnes   |                                                                 | 43° 33′ 17″ nord, 2° 10′ 45″ est                        | « PA00135481 »                                          | Inscrit                                                 | 1995                                                    | Église Saint-Martin de Viviers-lès-Montagnes                           |
| Ferme de la Sabartarié                                                  | Viviers-lès-Montagnes   |                                                                 | 43° 31′ 56″ nord, 2° 11′ 20″ est                        | « PA00095662 »                                          | Inscrit                                                 | 1988                                                    | Image manquante Téléverser                                             |